# Phintella piatensis
Phintella piatensis là một loài nhện trong họ Salticidae.
Loài này thuộc chi Phintella. Phintella piatensis được Alberto Barrion & James A. Litsinger miêu tả năm 1995.